# César Gradito
César Luis Gradito Villareal (Villa Carlos Paz, Provincia de Córdoba, Argentina, 1 de enero de 1979) es un exfutbolista argentino nacionalizado mexicano. Jugaba de mediocampista y su último equipo fue el Club Tijuana, club que aún se encontraba en la extinta Primera División 'A' de México. 

## Trayectoria
Debutó en 1997 en el Club Atlético Talleres de Córdoba. Posee una larga trayectoria en clubes argentinos y mexicanos, ha jugado por Tigre en Argentina y en el Astros de Ciudad Juárez, Atlético Cihuatlán, Jaguares de Tapachula, Atlas de Guadalajara, Académicos de Tonalá y Dorados de Sinaloa en México. Actualmente juega con los Correcaminos de la UAT en la liga de ascenso mexicana.

## Clubes
| Club                    | País      | Año       |
| ----------------------- | --------- | --------- |
| Talleres (Córdoba)      | Argentina | 1997-1999 |
| Tigre                   | Argentina | 1999-2000 |
| Astros de Ciudad Juárez | México    | 2001-2002 |
| Atlético Cihuatlán      | México    | 2002-2003 |
| Jaguares de Tapachula   | México    | 2003      |
| Atlas de Guadalajara    | México    | 2004-2005 |
| Académicos de Tonalá    | México    | 2006      |
| Atlas de Guadalajara    | México    | 2006-2007 |
| Dorados de Sinaloa      | México    | 2007-2008 |
| Club Tijuana            | México    | 2008-2009 |
| Correcaminos de la UAT  | México    | 2009-2011 |